# Aeroportul Três Lagoas
Aeroportul Três Lagoas (IATA: TJL, ICAO: SBTG) este un aeroport din Três Lagoas, Mato Grosso do Sul, Brazilia ce deservește zona Três Lagoas. Aeroportul a fost tranzitat în 2022 de 26.829 de pasageri. A fost numit după zona deservită.
Situat la o altitudine de 326 m, aeroportul dispune de o singură pistă.